# Габашвили, Теймураз Бесикович
Теймура́з Бесикович Габашви́ли (груз.  თეიმურაზ გაბაშვილი; род. 23 мая 1985, Тбилиси, СССР) — российский теннисист, мастер спорта. Победитель одного турнира ATP в парном разряде.

## Общая информация
Теймураз — старший из трёх детей Бесика и Анны Габашвили; его брата зовут Леван, а сестру — Екатерина. Супруга Алла Габашвили Есть две дочери Лейла (род. 2017) и Элиза (2019) Габашвили родился в Тбилиси, но в возрасте восьми лет, вместе с семьёй, переехал в Москву. От его бывшей супруги Марии Мелиховой есть один совместный ребёнок — дочь Николь (род. 2012).
Габашвили впервые взял ракетку в руки в шесть лет.

## Спортивная карьера
Начало карьеры
Профессиональную карьеру Теймураз начал в 2001 году. В августе 2002 года, выступая в парном разряде совместно с Александром Павлюченковым, он выиграл первый титул из серии «фьючерс». В июне 2003 года к нему пришла первая победа на «фьючерсе» в одиночках, одержанная в Испании. В июле того же года он выиграл ещё два «фьючерса» в Грузии, а в августе один в России. В июле 2004 года Габашвили дебютирует в ATP-туре, пробившись через квалификацию на турнир в Бостад. Первый свой матч на основных соревнованиях ассоциации россиянин проиграл Оливье Патьянсу — 3-6 6-4 6-7(1). Через три недели после выступления в Бостаде в альянсе с Дмитрием Власовым он выиграл парный трофей на «челленджере» в Тольятти. В конце августа он вышел и в первый одиночный финал на «челленджерах». Произошло это в Бухаре, где в финале он проигрывает Михалу Мертиняку. В октябре 2004 года второй раз в сезоне выступил в основных соревнованиях ATP-тура, получив специальное приглашение от организаторов турнира в Москве, где Габашвили проиграл в первом же раунде.
В феврале 2005 года Теймураз пробился через квалификацию на турнир в Делрей-Бич, где в первом раунде обыграл Джеймса Блейка, а во втором проиграл другому американцу Винсенту Спейди. В июне он вышел в финал «челленджера» в Барселоне, где проиграл аргентинцу Серхио Ройтману. В июле он празднует первую победу на «челленджерах» в одиночном разряде, победив Адриана Гарсию в финале в Познани.В октябре он выиграл матч первого раунда на турнире в Москве, обыграв Жиля Мюллера, но в следующей стадии уступает Максиму Мирному. В концовке сезона он вышел в финал «челленджера» в Реюньоне, а в парном розыгрыше того турнира выиграл в альянсе со Стефаном Робером.
В апреле 2006 года Габашвили через квалификацию отбирается на турниры в Валенсии и серии Мастерс в Монте-Карло. На турнире в Барселоне ему удалось в первом раунде переиграть соотечественника Игоря Андреева, а во втором он проиграл Стэну Вавринке. В августе он принял участие в первом в карьере турнире из серии Большого шлема — Открытом чемпионате США. В первом раунде он смог обыграть Маркоса Даниэля, а во втором уступил Джеймсу Блейку. В октябре Габашвили совместно с Евгением Королевым выиграл парный «челленджер» в Гренобле. В конце сезона на Мастерсе в Париже он принял участие в качестве Лаки-Лузера и выиграл матч против Томаса Юханссона. Во втором раунде Теймураз проиграл Яркко Ниеминену.
2007-10

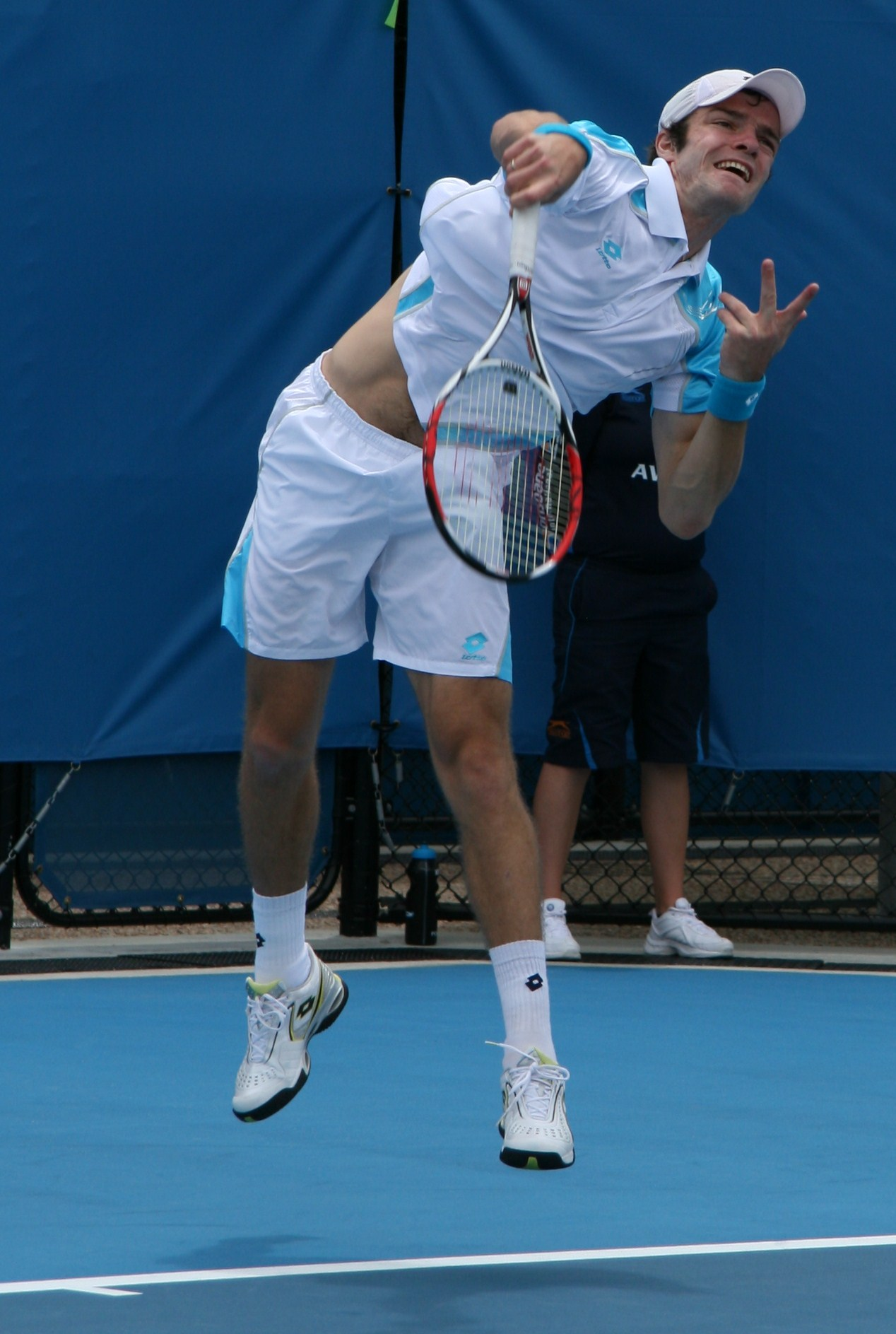
Габашвили на турнире в Брисбене 2009 года

В начале сезона 2007 года Габашвили прошёл через квалификацию на дебютный для себя Открытый чемпионат Австралии, где в первом раунде проиграл чеху Лукашу Длоуги. Матч против чешского теннисиста оказался очень напряженным и продолжался более пяти часов, а завершился со счётом 3-6 1-6 7-6(5) 7-6(5) 14-16 не в пользу Габашвили. После этого выступления он поднимается в рейтинге в первую сотню. В феврале на турнире в Мемфисе, переиграв Ксавье Малисса и Алекса Кузнецова, он впервые вышел в четвертьфинал турнира ATP, где проиграл американцу Марди Фишу. В марте на турнире серии Мастерс в Индиан-Уэллсе Теймураз смог выйти в третий раунд, обыграв Кристофа Влигена и Доминика Хрбаты. В следующей стадии он уступил немцу Томми Хаасу. Весной он выступал на турнирах основного тура ATP, но выбывал на ранних стадиях. На Открытом чемпионате Франции Габашвили на старте проигрывает Флавио Чиполле. На Уимблдонском турнире россиянину в соперники по первому раунду достался лидер мирового тенниса на тот момент Роджер Федерер, которому Габашвили уступает в трёх сетах. В конце июля в дуэте с хорватом Иво Карловича он достиг финала парных соревнований турнира в Индианаполисе, где его команда уступает паре Боба и Майка Брайанов. На Открытом чемпионате США Габашвили в первом раунде удалось выбить с турнира теннисиста из Топ-10 — Фернандо Гонсалеса (6-4, 6-1, 3-6, 5-7, 6-4). Теймуразу не удалось развить этот успех и в следующем раунде он легко проигрывает Робби Джинепри (2-6, 3-6, 1-6). В осенней части сезона он стабильно выбывает на турнирах уже в первом раунде и заканчивает по итогу сезон за пределами Топ-100.
Первым заметным результатом в 2008 году стал выход в четвертьфинал на турнире в Роттердаме, который проводился в феврале. Для этого Габашвили, начав выступления с квалификации, обыграл № 20 в мире Хуана Карлоса Ферреро (7-5, 6-1) и Николя Маю (6-2, 7-6(7)). В 1/4 он уступает Жилю Симону. Через неделю он повторил выход в четвертьфинал на турнире в Загребе, где его обыгрывает местный теннисист Иван Любичич. В мае Теймураз выиграл «челленджер» в Тельде, обыграв в финале Пабло Андухара. Ещё два грунтовых «челленджер» он выигрывает в июне в Карлсруэ и Милане. В июле ему удаётся выйти в четвертьфинал турнира в Амерсфорте, где он проиграл Марку Жикелю. На Открытом чемпионате США Габашвили проигрывает на старте Микаэлю Льодра. В сентябре он вышел в 1/4 финала в Бухаресте, где его выбил Ришар Гаске. В начале октября россиянин выиграл «челленджер» в Монсе, где в решающем матче выиграл у Эдуара Роже-Васслена. Сезон 2008 года Габашвили впервые закончил в первой сотне рейтинга по итогам года, заняв довольно высокое для себя 65-е место.

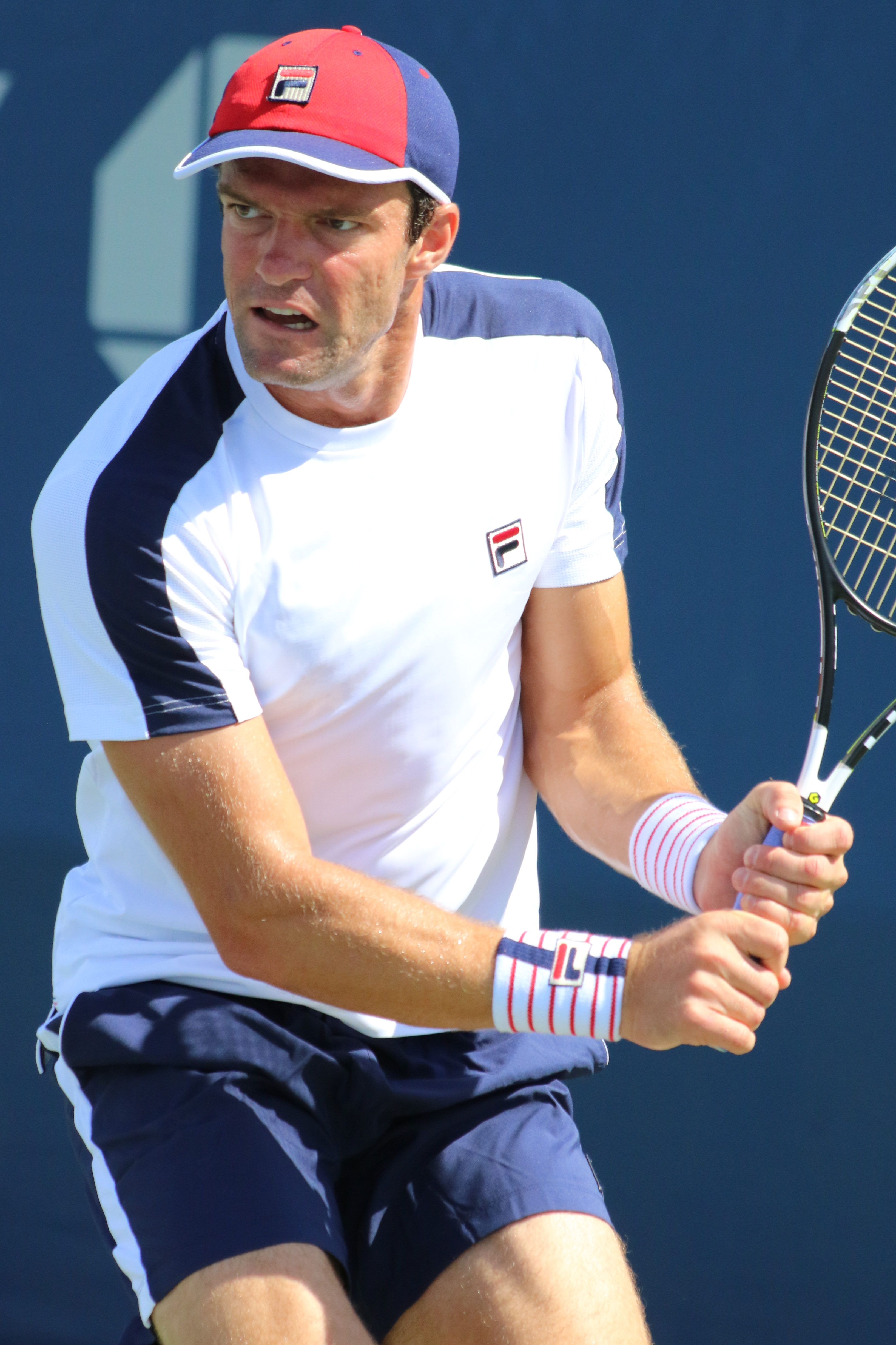
Габашвили на Открытом чемпионате США 2016 года

На Открытом чемпионате Австралии 2009 года Габашвили в первом раунде уступил Марселю Гранольерсу. В марте 2009 года дебютировал за сборную России в матче первого раунда розыгрыша Кубка Дэвиса против сборной Румынии. Первый раз до четвертьфинала турнира ATP в том сезоне он смог дойти в апреле на турнире в Касабланке, обыграв Фабио Фоньини и Рубена Рамиреса Идальго, а проиграв Флорану Серра. На Открытом чемпионате Франции Теймураз выиграл в первом раунде у своего соотечественника Игоря Куницына — 6-7(6) 7-6(5) 6-3 6-1. Во втором раунде он встретился с победителем последних четырёх розыгрышей Ролан Гаррос — Рафаэлем Надалем и проиграл фавориту со счётом 1-6, 4-6, 2-6. Уимблдон завершился для Габашвили в первом раунде, когда он проиграл Фернандо Гонсалесу. В июле он вышел в финал грунтового «челленджера» в Брауншвейге, а также смог дойти до 1/4 финала турнира в Бостаде, проиграв в нём Томми Робредо. На Открытом чемпионате США его обыграл в первом раунде Джесси Левайн. В сентябре в партнёрстве с Григором Димитровом смог выиграть парный приз «челленджера» в Трнаве.
2010 год Габашвили начинает с проигрыша бразильцу Томасу Беллуччи в первом раунде Открытого чемпионата Австралии. В марте он сыграл за сборную в Кубке Дэвиса в матче против сборной Индии. Теймураз сыграл одиночную и парную встречу и обе проиграл. Одним из наиболее успешных турниров из Большого шлема в карьере Габашвили стал Открытый чемпионат Франции 2010 года. На начало турнира Габашвили находился на 114-м месте в мировом рейтинге и стартовал с квалификации, где, будучи посеянным под 9-м номером, последовательно обыграл Роко Каранушича, Тьерри Асьона (6-2, 6-0) и Райлера Дехарта (7-6(2), 6-4). В основной сетке Теймураз выиграл у австрийца Даниэля Кёллерера (6-2, 6-2, 6-1), словенца Грега Жемли (6-3, 6-1, 6-1) и шестого сеяного американца Энди Роддика (6-4, 6-4, 6-2). Таким образом с учётом квалификации Габашвили выиграл 6 матчей подряд с общим счётом по сетам 15-0. В 4-м раунде он уступил австрийцу Юргену Мельцеру со счётом 6−7(6), 6-4, 1-6, 4-6. До этого розыгрыша на Ролан Гаррос за всю карьеру Габашвили выиграл на всех турнирах Большого шлема 3 матча в основной сетке. Кроме того, Теймураз впервые в карьере выиграл на турнире АТП три матча подряд в основной сетке, ранее более двух побед подряд у него не было. Благодаря своему успешному выступлению он поднялся со 114-го на 88-е место в рейтинге.
На Уимблдонском турнире 2010 года Габашвили в первом раунде выиграл Рамона Дельгадо, а во втором раунде в упорном пятисетовом поединке уступил Филиппу Кольшрайберу (6-7(6), 7-5, 6-2, 6-7(5), 7-9). В августе через квалификацию он попал на турнир в Нью-Хейвене, где смог выиграть три матча (вместе с квалификацией шесть) и выйти в четвертьфинал. В борьбе за выход в полуфинал Теймураз проигрывает Денису Истомину. На Открытом чемпионате США уже в первом раунде он встретился с Рафаэлем Надалем, занимавшем первое место в мировом рейтинге, и проиграл со счётом 6-7(4), 6-7(4), 3-6. По итогам сезона он занял 80-е место в одиночном рейтинге.
2011-14

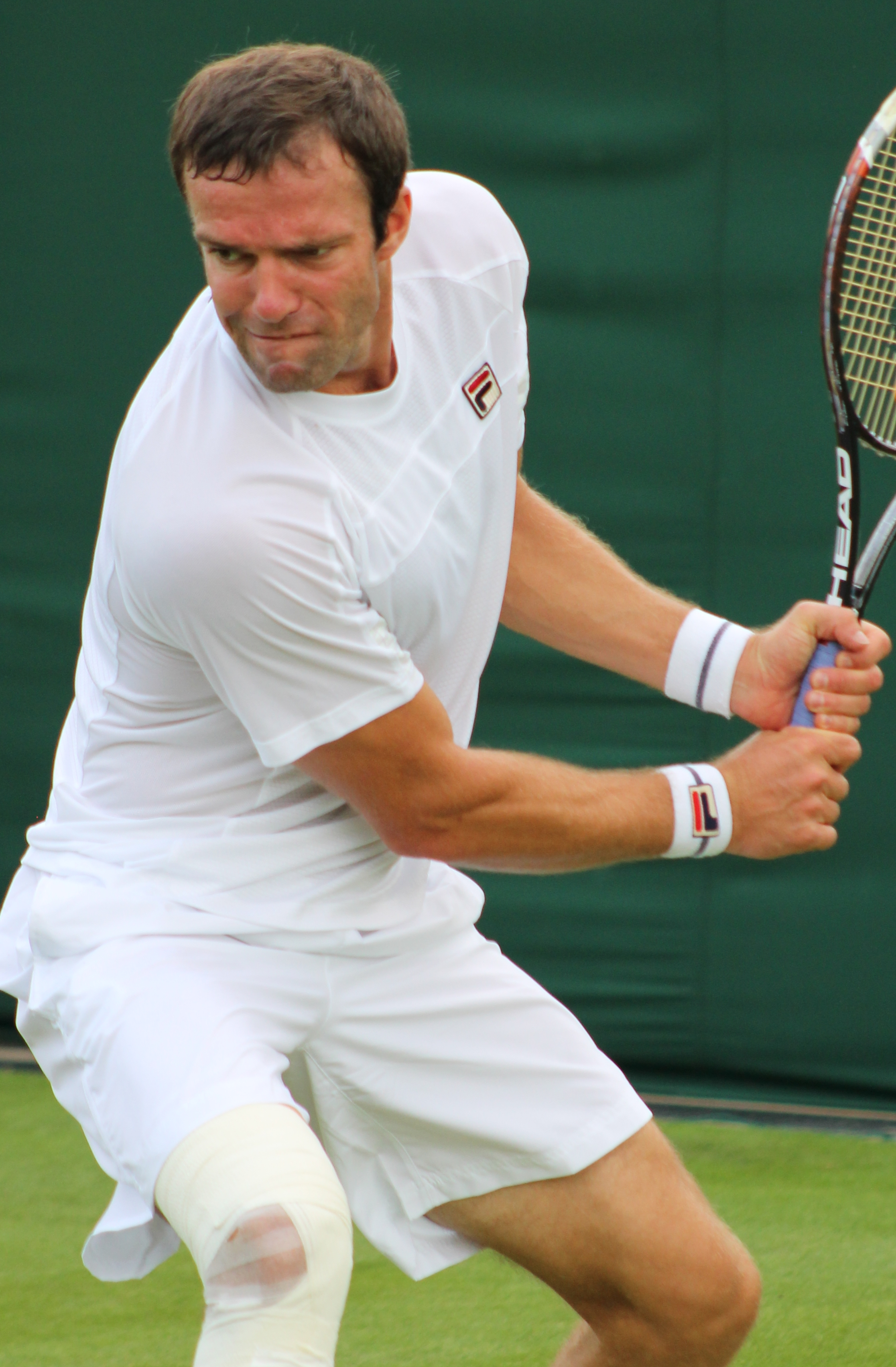
Габашвили на Уимблдонском турнире 2014 года

На Австралийском чемпионате 2011 года Габашвили в первом раунде проиграл № 19 в мире на тот момент Стэну Вавринке. В марте в матче кубку Дэвиса против сборной Швеции он проиграл свой матч Йоахиму Юханссону — 3-6, 6-7(4), 4-6 и по итогу россияне проиграли шведам со счётом 3-2. В апреле Теймураз вышел в 1/4 финала на турнире в Хьюстоне, где проиграл Райану Свитингу. На Открытом чемпионате Франции он не смог выиграть ни одного сета в матче первого раунда против Андреаса Сеппи. В июне на травяном турнире в Хертогенбосе Габашвили попадает в четвертьфинал, где на его пути становится Иван Додиг. На Уимблдоне он проиграл на старте в упорной борьбе своему соотечественнику Игорю Андрееву (4-6, 6-7(5), 7-6(4), 6-4, 3-6). В следующую части сезона из-за низкого рейтинга Габашвили выступает в основном на «челленджерах». В августе на одном из них, проводившимся в Астане, он вышел в финал, где проиграл Райнеру Шуттлеру.
В сезоне 2012 года Габашвили в основном выступал на «челленджерах». В мае он выиграл парный приз «челленджера» в Остраве. выступив там совместно с Раду Алботом. Через две недели после этого он вышел в финал «челленджера» в Бордо, где проиграл Мартину Клижану. Только один раз за сезон он смог попасть на турнир Большого шлема и произошло это на Открытом чемпионате США, где в первом раунде Теймураз уступил Рожериу Дутра да Силве. В сентябре он принял участие в отборочном матче Кубка Дэвиса против сборной Бразилии, которой российская команда разгромно уступила со общим счётом 5-0.
В апреле 2013 года Габашвили завоевал парный титул на «челленджере» в Саванне в альянсе с Денисом Молчановым. В мае он смог победить на двух грунтовых «челленджерах», проходивших в Карши и Самарканде. В июне он смог через квалификацию попасть на Уимблдонский турнир, где в первом раунде проиграл испанцу Роберто Баутисте Агуту. В сентябре Теймураз вышел в финал «челленджера» в Кенитре, но проиграл его Доминику Тиму. В октябре он вышел в финал «челленджера» в Ташкенте, а также с Михаилом Елгиным выиграл его парные соревнования. На турнире в Москве он смог победить Адриана Маннарино и Дуди Селу и впервые за два года вышел в четвертьфинал турнира АТП, где не смог обыграть Ришара Гаске. Сезон он заканчивает на 76-й строчке мирового рейтинга.
В январе 2014 года Габашвили неплохо для себя выступил на Открытом чемпионате Австралии. Он сумел обыграть Сергея Стаховского (6-7(3), 6-4, 6-2, 6-0) и Фернандо Вердаско (7-6(1), 3-6, 2-6, 6-4, 6-4) и вышел в третий раунд. На этой стадии он встретился с Роджером Федерером и проиграл более именитому оппоненту со счётом 2-6, 2-6, 3-6. В феврале он сыграл один матч за сборную во встрече отборочного этапа Кубка Дэвиса против Польши. Габашвили смог выиграть, но это не помогло россиянам победить и они уступили со счётом 3-2. В конце того же месяца Теймураз вышел в четвертьфинал на турнире в Делрей-Бич, где терпит поражение от Марина Чилича. В апреле на грунтовом турнире в Барселоне он также попадает в 1/4 финала, обыграв среди прочих № 5 в мире Давида Феррера (6-4, 6-2). В борьбе за выход в полуфинал россиянина выиграл Эрнест Гулбис (1-6, 4-6). Открытый чемпионат Франции закончился для Габашвили на стадии второго раунда, где он проиграл Леонардо Майеру. На Уимблдонском турнире в первом раунде он проиграл малоизвестному немецкому теннисисту Тиму Пютцу. В июле Габашвили вышел в четвертьфинал на турнире в Умаге. На Открытом чемпионате США он обыгрывает сеянного Сантьяго Хиральдо (6-3, 1-6, 7-6(6), 6-3) и соотечественника Александра Кудрявцева (6-1, 6-4, 7-6(4)) и впервые выходит в третий раунд этого турнира. На этом этапе он проиграл № 7 в мире Томашу Бердыху (3-6, 2-6, 4-6). По итогам сезона он занял 67-е место в рейтинге.
2015-16
На Открытом чемпионате Австралии Теймураз в первом раунде проиграл киприоту Маркосу Багдатису. В апреле на грунтовом турнире в Хьюстоне Габашвили удалось завоевать дебютный титул на турнирах АТП. Произошло это событие в парном разряде, где победу с россиянином разделил Ричардас Беранкис. Там же в Хьюстоне Габашвили смог выйти в четвертьфинал в одиночном разряде, обыграв двух американцев: Тима Смычека и Джона Изнера и проиграв в итоге Фернандо Вердаско. В мае, как и в 2013 году, он побеждает на двух «челленджерах» в Карши и Самарканде. На Открытом чемпионате Франции Габашвили выступил для себя удачно. Он смог выбить с турнира № 11 посева Фелисиано Лопеса (6-3 7-6(9) 6-3), аргентинца Хуана Монако (6-3, 6-4, 6-2) и чеха Лукаша Росола (6-4, 6-4, 6-4). Выйдя в четвёртый раунд, он повторил своё лучшее достижение на Большом шлеме (в 2010 году он также выходил в четвёртый раунд на Ролан Гаррос). В матче за выход в четвертьфинал Габашвили проигрывает пятой ракетке мира Кэю Нисикори — 3-6, 4-6, 2-6. В июне он выиграл «челленджер» в Фергане. На Уимблдонском турнире Габашвили ожидал тяжелый матч в первом раунде, который он сыграл против более молодого теннисиста Александра Зверева. Россиянину не повезло и в результате упорного пятисетового поединка он проиграл со счётом 3-6, 6-1, 3-6, 6-3, 7-9.
В июле 2015 года Теймураз впервые в карьере попал в Топ-50 мирового рейтинга. В начале августа на турнире в Вашингтоне ему удалось в матче второго раунда обыграть третьего в мире на тот момент Энди Маррея 6-4, 4-6, 7-6(4). Габашвили не удалось развить этот успех и уже в следующем третьем раунде он проигрывает Ричардасу Беранкису. В первом раунде Открытого чемпионата США ему удается пройти Пабло Андухара, а во втором он уступил Андреасу Сеппи. В сентябре он выиграл один матч у Симоне Болелли и проиграл Фабио Фоньини в ходе встрече сборных России и Италии на отборочном этапе Кубка Дэвиса. Выигранный Габашвили матч стал единственным очком в активе россиян и они проиграли со счётом 4-1. На Кубке Кремля в Москве он достиг стадии 1/4 финала, проиграв там также россиянину Евгению Донскому. Сезон 2015 года стал успешнее предыдущих в карьере Габашвили и он по его итогам занял 50-е место в одиночной классификации.
В январе 2016 года на турнире в Сиднее Габашвили победил Леонардо Майера, Федерико Дельбониса и в четвертьфинале на отказе во втором сете Бернарда Томича (6-3, 3-0 — отказ). Таким образом, он впервые в своей карьере смог выйти в полуфинал на одиночных соревнованиях АТП. В финал его не пропустил серб Виктор Троицки, обыгравший Габашвили со счётом 3-6, 6-4, 6-4. На Открытом чемпионате Австралии российский спортсмен проиграл в первом раунде итальянцу Андреасу Сеппи. 1 февраля он достигает пикового места для себя места в мировом рейтинге, заняв 43-ю строчку. В марте он добыл два очка и помог сборной России обыграть в сухую сборную Швецию в отборочном раунде Кубка Дэвиса. В туре первую часть сезона Габашвили проводит неудачно, выбывая зачастую уже на стартах турниров. В мае на Открытом чемпионате Франции он впервые с января выиграл два матча подряд, выбив с турнира Дональда Янга и Бенуа Пера. В матче третьего раунда Габашвили проигрывает Джону Изнеру (6-7(7), 6-4, 6-2, 4-6, 2-6). На Уимблдоне на старте его обыграл француз Эдуар Роже-Васслен. К этому моменту Габашвили уже покинул первую сотню мирового рейтинга. В июле он приносит одно очко (переиграв Тимо де Баккера) в копилку общей победы сборной России над сборной Нидерландов в отборочном матче Кубка Дэвиса. Таким образом россияне впервые с 2012 года получили право сыграть в мировой группе кубка Дэвиса. В августе он выступил на Олимпийских играх в Рио-де-Жанейро. В одиночном разряде он вылетел уже на старте, проиграв представителю Молдовы Раду Алботу. На Открытом чемпионате США он в пяти сетах уступил итальянцу Фабио Фоньини (7-6(9), 6-3, 6-7(5), 5-7, 4-6).

## Рейтинг на конец года
| Год  | Одиночный рейтинг | Парный рейтинг |
| 2023 | 1422              | 842            |
| 2022 | —                 | —              |
| 2021 | 281               | 196            |
| 2020 | 276               | 147            |
| 2019 | 271               | 185            |
| 2018 | 368               | 448            |
| 2017 | 237               | 281            |
| 2016 | 138               | 326            |
| 2015 | 50                | 130            |
| 2014 | 67                | 165            |
| 2013 | 76                | 191            |
| 2012 | 182               | 307            |
| 2011 | 138               | 130            |
| 2010 | 80                | 237            |
| 2009 | 106               | 184            |
| 2008 | 65                | 279            |
| 2007 | 125               | 172            |
| 2006 | 112               | 279            |
| 2005 | 132               | 323            |
| 2004 | 258               | 237            |
| 2003 | 281               | 409            |
| 2002 | 877               | 597            |
| 2001 | 948               |                |

По данным официального сайта ATP на последнюю неделю года.

## Выступления на турнирах

### Финалы челленджеров и фьючерсов в одиночном разряде (22)

#### Победы (14)
| Условные обозначения |
| Челленджеры (10+7)   |
| Фьючерсы (4+3)       |

| Титулы по покрытиям | Титулы по месту проведения матчей турнира |
| ------------------- | ----------------------------------------- |
| Хард (5+5)          | Зал (1+1)                                 |
| Грунт (9+5)         | Зал (1+1)                                 |
| Трава (0)           | Открытый воздух (13+9)                    |
| Ковёр (0)           | Открытый воздух (13+9)                    |

| №   | Дата            | Турнир                          | Покрытие | Соперник в финале   | Счёт            |
| 1.  | 15 июня 2003    | Санта-Крус-де-Тенерифе, Испания | Хард     | Роман Валент        | 6-2 6-0         |
| 2.  | 7 июля 2003     | Тбилиси, Грузия                 | Грунт    | Ян Минарж           | 6-4 6-1         |
| 3.  | 14 июля 2003    | Тбилиси, Грузия                 | Грунт    | Мартин Сланар       | 3-6 6-2 6-3     |
| 4.  | 31 августа 2003 | Жуковский, Россия               | Грунт    | Александр Сиканов   | 6-2 2-6 6-4     |
| 5.  | 31 июля 2005    | Познань, Польша                 | Грунт    | Адриан Гарсия       | 6-4 6-2         |
| 6.  | 11 мая 2008     | Тельде, Испания                 | Грунт    | Пабло Андухар       | 6-4 4-6 6-1     |
| 7.  | 1 июня 2008     | Карлсруэ, Германия              | Грунт    | Тобиас Камке        | 6-1 6-4         |
| 8.  | 15 июня 2008    | Милан, Италия                   | Грунт    | Диего Хартфилд      | 6-4 4-6 6-4     |
| 9.  | 5 октября 2008  | Монс, Бельгия                   | Хард(i)  | Эдуар Роже-Васслен  | 6-4 6-4         |
| 10. | 12 мая 2013     | Карши, Узбекистан               | Хард     | Раду Албот          | 6-4 6-4         |
| 11. | 18 мая 2013     | Самарканд, Узбекистан           | Грунт    | Александр Недовесов | 6-3 6-4         |
| 12. | 9 мая 2015      | Карши, Узбекистан               | Хард     | Евгений Донской     | 5-2 — отказ     |
| 13. | 16 мая 2015     | Самарканд, Узбекистан           | Грунт    | Юки Бхамбри         | 6-3 6-1         |
| 14. | 21 июня 2015    | Фергана, Узбекистан             | Хард     | Александр Кудрявцев | 6-2 1-0 — отказ |

#### Поражения (8)
| №  | Дата             | Турнир               | Покрытие | Соперник в финале  | Счёт               |
| 1. | 28 августа 2004  | Бухара, Узбекистан   | Хард     | Михал Мертиняк     | 6-3 4-6 3-6        |
| 2. | 11 июня 2005     | Барселона, Испания   | Грунт    | Серхио Ройтман     | 2-6 3-6            |
| 3. | 26 ноября 2005   | Реюньон, Франция     | Хард     | Филипп Кольшрайбер | 2-6 3-6            |
| 4. | 5 июля 2009      | Брауншвейг, Германия | Грунт    | Оскар Эрнандес     | 1-6 6-3 4-6        |
| 5. | 28 августа 2011  | Астана, Казахстан    | Хард     | Райнер Шуттлер     | 6-7(6) 6-4 4-6     |
| 6. | 20 мая 2012      | Бордо, Франция       | Грунт    | Мартин Клижан      | 5-7 3-6            |
| 7. | 21 сентября 2013 | Кенитра, Марокко     | Грунт    | Доминик Тим        | 6-7(4) 1-5 — отказ |
| 8. | 13 октября 2013  | Ташкент, Узбекистан  | Хард     | Дуди Села          | 1-6 2-6            |

### Финалы турниров ATP в парном разряде (2)

#### Победы (1)
| Легенда                              |
| ------------------------------------ |
| Турниры Большого шлема (0)           |
| Кубок Мастерс / Финал АТР-тура (0)   |
| ATP Мастерс 1000 (0)                 |
| ATP International Gold / АТР 500 (0) |
| ATP International / АТР 250 (0+1)    |

| Титулы по покрытиям | Титулы по месту проведения матчей турнира |
| ------------------- | ----------------------------------------- |
| Хард (0)            | Зал (0)                                   |
| Грунт (0+1)         | Зал (0)                                   |
| Трава (0)           | Открытый воздух (0+1)                     |
| Ковёр (0)           | Открытый воздух (0+1)                     |

| №  | Дата           | Турнир       | Покрытие | Партнёр           | Соперники в финале            | Счёт    |
| 1. | 12 апреля 2015 | Хьюстон, США | Грунт    | Ричардас Беранкис | Скотт Липски Трет Конрад Хьюи | 6-4 6-4 |

#### Поражения (1)
| №  | Дата         | Турнир            | Покрытие | Партнёр      | Соперники в финале                    | Счёт           |
| 1. | 29 июля 2007 | Индианаполис, США | Хард     | Иво Карлович | Хуан Мартин дель Потро Тревис Пэрротт | 6-3 2-6 [6-10] |

### Финалы челленджеров и фьючерсов в парном разряде (14)

#### Победы (10)
| №   | Дата             | Турнир                           | Покрытие | Партнёр               | Соперники в финале                           | Счёт           |
| 1.  | 25 августа 2002  | Саранск, Россия                  | Грунт    | Александр Павлюченков | Сергей Демёхин Иван Сыров                    | 6-4 7-6(3)     |
| 2.  | 18 мая 2003      | Реус, Испания                    | Грунт    | Гильермо Ормасабаль   | Давид Марреро Карлос Рексач-Итоис            | 6-3 6-3        |
| 3.  | 8 июня 2003      | Санта-Крус-де-ла-Пальма, Испания | Хард     | Александр Павлюченков | Ферран Вентура-Мартель Рафаэль Морено-Негрин | 6-4 6-4        |
| 4.  | 1 августа 2004   | Тольятти, Россия                 | Хард     | Дмитрий Власов        | Джеймс Окленд Ладислав Шварц                 | 6-3 5-7 6-4    |
| 5.  | 26 ноября 2005   | Реюньон, Франция                 | Хард     | Стефан Робер          | Петар Попович Иван Черович                   | 6-4 6-3        |
| 6.  | 1 октября 2006   | Гренобль, Франция                | Хард(i)  | Евгений Королев       | Тома Оже Николя Турт                         | 7-5 6-4        |
| 7.  | 27 сентября 2009 | Трнава, Словакия                 | Грунт    | Григор Димитров       | Лукаш Росол Ян Минарж                        | 6-4 2-6 [10-8] |
| 8.  | 6 мая 2012       | Острава, Чехия                   | Грунт    | Раду Албот            | Иржи Веселый Адам Павласек                   | 7-5 5-7 [10-8] |
| 9.  | 28 апреля 2013   | Саванна, США                     | Грунт    | Денис Молчанов        | Майкл Расселл Тим Смычек                     | 6-2 7-5        |
| 10. | 13 октября 2013  | Ташкент, Узбекистан              | Хард     | Михаил Елгин          | Пурав Раджа Дивидж Шаран                     | 6-4 6-4        |

#### Поражения (4)
| №  | Дата            | Турнир             | Покрытие | Партнёр             | Соперники в финале                | Счёт                 |
| 1. | 25 мая 2003     | Реус, Испания      | Грунт    | Гильермо Ормасабаль | Давид Марреро Карлос Рексач-Итоис | 2-6 5-7              |
| 2. | 11 октября 2009 | Монс, Бельгия      | Хард(i)  | Алехандро Фалья     | Денис Истомин Евгений Королёв     | 7-6(4) 6-7(4) [9-11] |
| 3. | 31 июля 2011    | Дортмунд, Германия | Грунт    | Андрей Кузнецов     | Доминик Мефферт Бьорн Фау         | 4-6 3-6              |
| 4. | 17 июня 2012    | Монца, Италия      | Грунт    | Стефано Янни        | Андрей Голубев Юрий Щукин         | 6-7(4) 7-5 [7-10]    |

## История выступлений на турнирах
По состоянию на 10 декабря 2016 года
Для того, чтобы предотвратить неразбериху и удваивание счета, информация в этой таблице корректируется только по окончании турнира или по окончании участия там данного игрока.
| Турнир                       | 2005          | 2006          | 2007          | 2008          | 2009                    | 2010                    | 2011                    | 2012                    | 2013                    | 2014                    | 2015                    | 2016                    | Итог   | В/П за карьеру |
| ---------------------------- | ------------- | ------------- | ------------- | ------------- | ----------------------- | ----------------------- | ----------------------- | ----------------------- | ----------------------- | ----------------------- | ----------------------- | ----------------------- | ------ | -------------- |
| Турниры Большого Шлема       |               |               |               |               |                         |                         |                         |                         |                         |                         |                         |                         |        |                |
| Открытый чемпионат Австралии | K             | -             | 1Р            | K             | 1Р                      | 1Р                      | 1Р                      | -                       | -                       | 3Р                      | 1Р                      | 1Р                      | 0 / 7  | 2-7            |
| Открытый чемпионат Франции   | K             | K             | 1Р            | -             | 2Р                      | 4Р                      | 1Р                      | K                       | K                       | 2Р                      | 4Р                      | 3Р                      | 0 / 7  | 10-7           |
| Уимблдон                     | -             | -             | 1Р            | -             | 1Р                      | 2Р                      | 1Р                      | K                       | 1Р                      | 1Р                      | 1Р                      | 1Р                      | 0 / 8  | 1-8            |
| Открытый чемпионат США       | K             | 2Р            | 2Р            | 1Р            | 1Р                      | 1Р                      | -                       | 1Р                      | K                       | 3Р                      | 2Р                      | 1Р                      | 0 / 9  | 5-9            |
| Итог                         | 0 / 0         | 0 / 1         | 0 / 4         | 0 / 1         | 0 / 4                   | 0 / 4                   | 0 / 3                   | 0 / 1                   | 0 / 1                   | 0 / 4                   | 0 / 4                   | 0 / 4                   | 0 / 31 |                |
| В/П в сезоне                 | 0-0           | 1-1           | 1-4           | 0-1           | 1-4                     | 4-4                     | 0-3                     | 0-1                     | 0-1                     | 5-4                     | 4-4                     | 2-4                     |        | 18-31          |
| Олимпийские игры             |               |               |               |               |                         |                         |                         |                         |                         |                         |                         |                         |        |                |
| Летняя олимпиада             | Не проводился | Не проводился | Не проводился | -             | Не проводился           | Не проводился           | Не проводился           | -                       | Не проводился           | Не проводился           | Не проводился           | 1Р                      | 0 / 1  | 0-1            |
| Турниры ATP Masters          |               |               |               |               |                         |                         |                         |                         |                         |                         |                         |                         |        |                |
| Индиан-Уэллc                 | -             | -             | 3Р            | K             | 2Р                      | -                       | 1Р                      | -                       | -                       | 2Р                      | 1Р                      | 1Р                      | 0 / 6  | 4-6            |
| Майами                       | -             | -             | 2Р            | K             | 2Р                      | -                       | 2Р                      | -                       | -                       | 2Р                      | 2Р                      | 1Р                      | 0 / 6  | 5-6            |
| Монте-Карло                  | -             | 1Р            | 1Р            | K             | K                       | K                       | -                       | -                       | -                       | 2Р                      | -                       | 1Р                      | 0 / 4  | 1-4            |
| Мадрид                       | -             | K             | K             | -             | 1Р                      | -                       | K                       | -                       | -                       | 1Р                      | -                       | 1Р                      | 0 / 3  | 0-3            |
| Рим                          | -             | 1Р            | 1Р            | -             | K                       | -                       | K                       | -                       | -                       | -                       | -                       | 1Р                      | 0 / 3  | 0-3            |
| Торонто/Монреаль             | -             | 1Р            | K             | -             | K                       | -                       | -                       | K                       | K                       | -                       | -                       | -                       | 0 / 1  | 0-1            |
| Цинциннати                   | -             | K             | K             | -             | K                       | -                       | -                       | -                       | K                       | 1Р                      | -                       | -                       | 0 / 1  | 0-1            |
| Шанхай                       | Не проводился | Не проводился | Не проводился | Не проводился | -                       | K                       | K                       | -                       | -                       | 1Р                      | K                       | -                       | 0 / 1  | 0-1            |
| Париж                        | -             | 3Р            | 1Р            | -             | K                       | K                       | K                       | -                       | -                       | K                       | 1Р                      | -                       | 0 / 3  | 1-3            |
| Гамбург                      | -             | K             | K             | -             | Не турнир серии Masters | Не турнир серии Masters | Не турнир серии Masters | Не турнир серии Masters | Не турнир серии Masters | Не турнир серии Masters | Не турнир серии Masters | Не турнир серии Masters | 0 / 0  | 0-0            |
| Статистика за карьеру        |               |               |               |               |                         |                         |                         |                         |                         |                         |                         |                         |        |                |
| Проведено финалов            | 0             | 0             | 0             | 0             | 0                       | 0                       | 0                       | 0                       | 0                       | 0                       | 0                       | 0                       |        | 0              |
| Выиграно турниров АТП        | 0             | 0             | 0             | 0             | 0                       | 0                       | 0                       | 0                       | 0                       | 0                       | 0                       | 0                       |        | 0              |
| В/П: всего                   | 2-4           | 6-12          | 10-28         | 13-13         | 13-24                   | 10-17                   | 10-20                   | 1-5                     | 2-2                     | 19-25                   | 17-22                   | 13-22                   |        | 116-196        |
| Σ % побед                    | 33 %          | 33 %          | 26 %          | 50 %          | 35 %                    | 37 %                    | 33 %                    | 17 %                    | 50 %                    | 43 %                    | 44 %                    | 37 %                    |        | 37 %           |

К — проигрыш в квалификационном турнире.